# Юноша из Магдаленсберга
Юноша из Магдаленсберга — древнеримская бронзовая статуя, датированная I в. до н. э. Была обнаружена в 1502 году на горе в Каринтии, у Магдаленсберга. По последним данным, местоположение оригинала не известно примерно с 1810 года и сегодня он считается утраченным. В XXI веке о статуе известно благодаря копии XVI века, которая хранится в Музее истории искусств в Вене (инвентарный номер № VI 1) — при этом до 1986 года копия по ошибке считалась оригиналом. До XX века статуя была известна под названием Юноша из Хелененберга — от старого имени города Магдаленсберг. Статуя юноши — единственная античная бронзовая статуя в натуральную величину из региона Восточные Альпы и поэтому считается крайне важной для истории Австрии.

## Описание
Бронзовая статуя изображает обнажённого юношу, стоящего неподвижно, примерно в натуральную величину (1,85 метра в высоту). Правая нога является несущей, а левая — свободная, едва касается земли пальцами. Правую руку юноша держит на высоте плеча, его голова слегка повёрнута вправо, как бы следуя жесту правой руки. На правом бедре имеется надпись:
A[ulus] Poblicius D[ecimi] l[ibertus] Antio[cus]
Ti[berius] Barbius Q[uinti] P[ublii] l[ibertus] Tiber[inus или -ianus]
(А[вл] Поблиций Антио[х], в[ольноотпущенник] Д[ецима]; Ти[берий] Барбий Тибер[ин или -иан], в[ольноотпущенник] К[винта] П[ублия].)
Это посвящение двум вольноотпущенным, которые, вероятно, занимались в городе Магдаленсберге торговлей. Вместе с юношей был найден позолоченный круглый щит — теперь утерянный — содержавший надпись:
M. Gallicinus Vindili f[ilius] L[ucius] Barb[ius] L[ucii] l[ibertus] Philoterus pr[ocurator] / Craxsantus / Barbi[i] P[ublii] s[ervus].
(М[арк] Галлицин, сын Виндила; Л[уций] Барб[ий] Филотер, в[ольноотпущенник] Л[уция]; Кракссант, р[аб] Барби[я] П[ублия])
Таким образом, щит был пожертвован свободным жителем из кельтов, вольноотпущенным из северо-итальянского рода Барбиа и местным кельтским рабом из той же семьи.

## Значение
Поскольку однозначная идентификация данной статуи как изображения одного из богов не может быть произведена ни на основании самого произведения, ни на основании надписи — существует множество версий на тему того, кто был изображён. Они варьируются от спортсмена и факелоносца (Lychnophoros) — до одного из богов. Позднейшие версии сводятся к тому, что статуя представляет собой изображение кельтского Марса из святилища на вершине горы, или — священника Нории, или — являлась частью группы статуй, посвящённых Нории.

## Классификация и происхождение
Статуя является примером римской идеалистической скульптуры, созданной в первой половине первого века до нашей эры. Её моделью служили греческие скульптуры V и IV веков до нашей эры. Вероятно, это копия произведения школы Поликлета Старшего.
Статуя была найдена местным австрийским фермером в 1502 году у реки, к югу от вершины горы. Вскоре она перешла во владение Маттеуса Ланга фон Веленбурга — епископа Гурка. В 1519 году, получив пост архиепископа Зальцбурга, он забрал «юношу» с собой. До 1980-х годов предполагалось, что статуя оказалась в Вене в 1806 году. Однако исследования техники литья и анализ металла, произведённые в 1986 году, привели исследователей к выводу, что статуя в Вене представляет собой копию, отлитую в XVI веке. Судьба оригинала доподлинно неизвестна; по свидетельствам 1662 и 1786 гг. он украшал парк королевской резиденции в Аранхуэсе.